# 卡森縣 (德克薩斯州)
卡森縣（英語：Carson County）位美國德克薩斯州北部狹地的一個縣。面積2,393平方公里。根据美國2000年人口普查，共有人口6,516人。縣治潘漢德爾（Panhandle）。
成立於1876年8月21日，縣政府成立於1888年6月26日。縣名紀念德克薩斯共和國國務卿薩謬爾·普賴斯·卡森。